# Гірки (Миргородський район)
Гі́рки — село в Україні, у Миргородському районі Полтавської області. Населення становить 59 осіб. Входить до складу Сенчанської сільської громади.

## Географія
Село Гірки знаходиться на відстані 0,5 км від села Кирсівка та за 2 км від села Вирішальне. По селу протікає пересихаючий струмок з загатою.

## Історія
1708 — український гетьман Іван Мазепа з частиною свого війська з'єднався з військами шведського короля Карла XII біля села Гірки
До 2020 року орган місцевого самоврядування — Вирішальненська сільська рада.

## Населення

### Мова
Розподіл населення за рідною мовою за даними перепису 2001 року:
| Мова       | Кількість | Відсоток |
| ---------- | --------- | -------- |
| українська | 52        | 88.14%   |
| російська  | 5         | 8.47%    |
| румунська  | 2         | 3.39%    |
| Усього     | 59        | 100%     |

## Економіка
- Молочно-товарна та птахо-товарна ферми.